# Гамла банкхусет
Гамла банкхусет (букв. «старое здание банка») — жёлтое двухэтажное каменное здание в стиле неоренессанса, расположенное в городе Умео, Швеция, построенное в 1877 году. Здание расположено на улице Сторгатан, дом 34, у северной башни моста Тегсброн. По причине закруглённых углов оно было прозвано Smörasken («Маслёнка»).

## Здание
Здание построено из камня в стиле ренессанс Акселем Седебергом. На момент строительства здания он состоял городским советником по техническим вопросам. Здание имеет два этажа и окрашено в жёлтый цвет. Первоначально центральный зал банка и служебные помещения располагались на первом этаже, а верхний этаж был отведён для управления банка. На верхнем этаже находились апартаменты с шестью комнатами и отдельная небольшая комната.

## История
Здание стало первой резиденцией банка Westerbottens enskilda banks. После большого пожара в Умео в 1888 году появилась возможность строительства нового здания банка, которое находилось бы ближе к городскому центру. В 1894 году банк начал осуществлять свою деятельность в новом здании, где в настоящее время находится Хандельсбанкен, а именно — на восточной стороне улицы Роднуспаркен. Старое здание банка стала использоваться в качестве жилого дома. В здании на протяжении многих лет находились различные предприятия, в том числе оно служило временным хранилищем для коллекций Вестерботтенского музея в 1936—1946 годах, городской библиотекой Умео в 1935—1954 годах. С 1980 года здание является памятником архитектуры и в настоящее время принадлежит компании Umeå Energi, которая в 1992 году произвела в нём крупную реставрацию.